# Rapid River

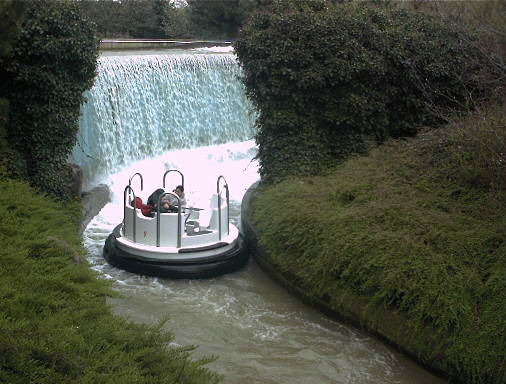
Odyssea in Walygator Parc, Frankreich. Hersteller: Alstom & Soquet

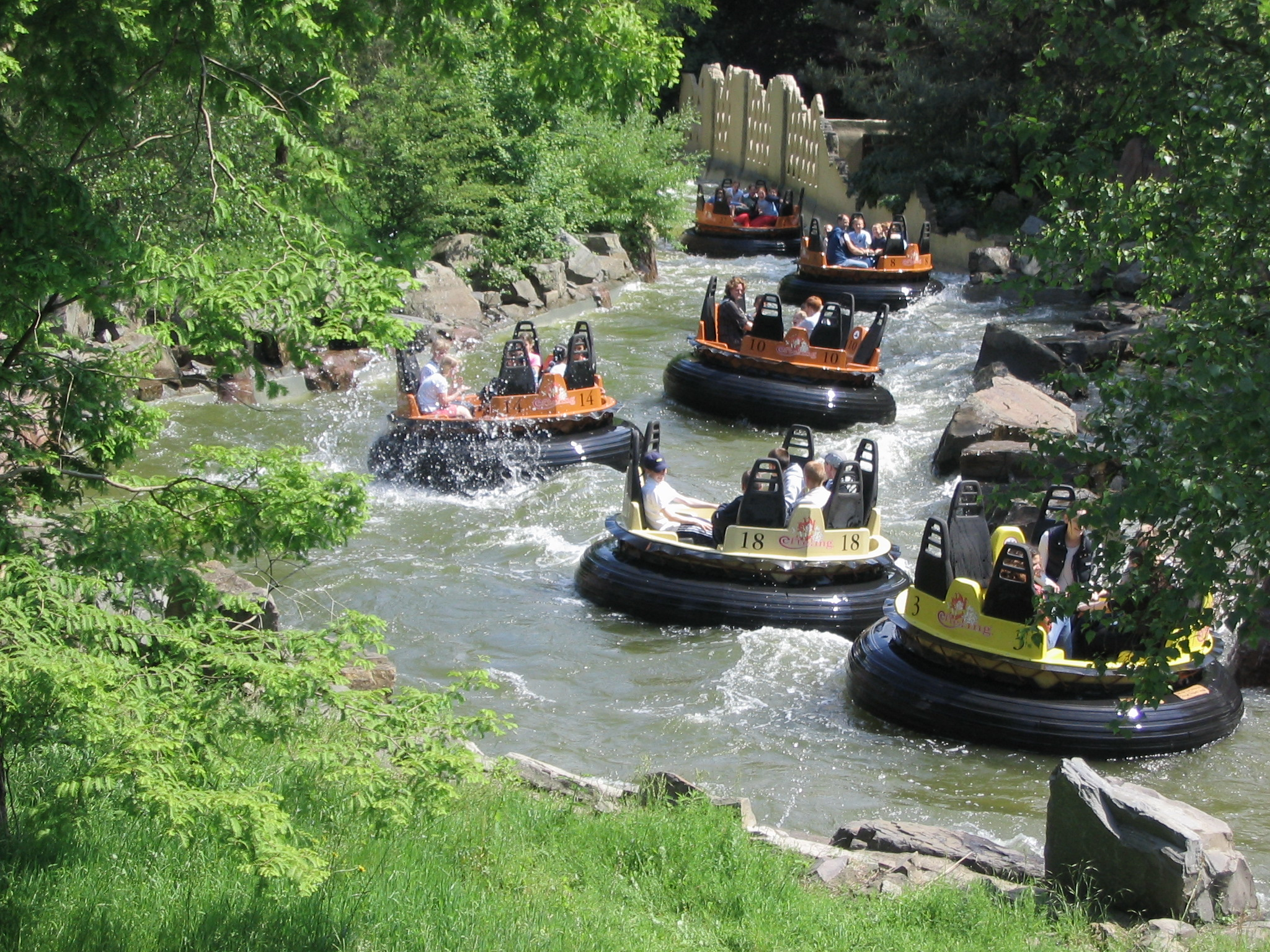
Piraña in Efteling, Niederlande, Hersteller: Intamin

Rapid River (deutsch etwa Stromschnellenfluss) ist die gebräuchliche Bezeichnung für einen Typ von Wasserfahrgeschäften, ähnlich dem Rafting. Auf künstlich angelegten und mit Großpumpen gespeisten geschlossenen Wasserläufen werden meist Rundboote aus Kunststoff mit umgebenden luftgefüllten Gummireifen eingesetzt.
Die Boote können in der mehr oder weniger breiten Fahrrinne frei schwimmen. Durch die zufällige Bewegung und Drehung im Wasserstrom gleicht sich der Fahrtablauf nie vollständig und auch der Grad des Nasswerdens der Fahrgäste ist von Fahrt zu Fahrt verschieden.
Neben den namengebenden Stromschnellen kommen bei den Anlagen Wellenbecken, Wasserfälle, Wasserfallgassen, Strudel und Tunnel als Fahrelemente vor. Häufig sind neben der Strecke Wasserkanonen angebracht, mit denen Zuschauer auf die Fahrgäste „schießen“ können oder die durch das vorbeifahrende Boot automatisch ausgelöst werden.

## Geschichte
Die erste Anlage dieser Art entstand 1980 mit Thunder River im mittlerweile geschlossenen Freizeitpark AstroWorld (Texas). Die von Intamin gebaute Anlage hatte Boote für zwölf Personen.
Der erste in Europa gebaute Rapid River und gleichzeitig der weltweit erste mit Booten für sechs Personen war 1983 Piraña im niederländischen Efteling. 1984 eröffnete Donnerfluss, der erste Rapid River Deutschlands, im Plopsaland Deutschland ebenfalls mit Sechs-Personen-Booten.
Mittlerweile sind Rapid River gebräuchliche Fahrattraktionen in vielen Freizeitparks weltweit. Allein Marktführer Intamin hat bis 2006 80 Anlagen gebaut. Neben der Wildwasserbahn sind sie die am häufigsten anzutreffenden Wasserattraktionen.

## Technik
Die Strömung des Wassers im künstlichen Flusslauf wird durch eine Höhendifferenz verursacht. Diese Differenz kann je nach Anlage sehr unterschiedlich sein. Meist beträgt sie aber nur wenige Meter. Bei Anlagen mit Schussfahrten kann sie aber auch bis zu 22 m betragen (River Quest im Phantasialand). Hier werden dann auch oft Vertikalaufzüge eingesetzt, während für die geringeren Höhen Transportbänder benutzt werden. Es wurden auch Lifte mit Reibrädern gebaut, dies hat sich in der Praxis jedoch nicht bewährt, sodass die Anlagen mit Transportbändern umgerüstet wurden. Nur für sehr kleine Höhendifferenzen und den horizontalen Transport der Boote werden heute noch Räder oder Rollen eingesetzt.
Das Wasser wird mit großen elektrisch angetriebenen Pumpen, meist neben der Transportstrecke, auf das höhere Niveau gepumpt.
Wenige Anlagen setzen sogenannte Schneckenpumpen ein, die große Wassermengen mittels rotierender Metallschnecken transportieren können (Beispiel: Rio Grande im Fort Fun Abenteuerland).
Ohne Einsatz der Pumpen ist das Flussbett eines Rapid River trocken, darum wird am tiefsten Punkt ein künstlicher See angelegt, in den eine entsprechend große Wassermenge laufen kann, wenn die Pumpen abgestellt werden. Auf ihm werden meist auch Rundboote gelagert, die zeitweise nicht im Einsatz sind. Bei saisonal betriebenen Anlagen werden die Boote während der Wintersaison aus dem Wasser gehoben, um eine Beschädigung durch Eis zu vermeiden.
Für den Zustieg der Fahrgäste in die Boote gibt es verschiedene Systeme. Entweder werden die Boote in einer Rundladestation von zwei Förderbändern seitlich eingeklemmt und parallel zu einer sich drehenden Scheibe geführt, über die die Mitfahrer einsteigen können. Relativ zur Scheibe stehen die Boote dabei still (Beispiel: Fjord Rafting im Europa-Park).
Alternativ werden die Boote mit einem Förderband aus dem Wasser gehoben und die Fahrgäste können darüber in die Boote einsteigen (Beispiel: Waschzuber Rafting in Tripsdrill). Bei sehr einfachen Anlagen kommen auch manuell bediente Bremsen zum Einsatz, die die Boote für die Zeit des Zustiegs in der Fahrrinne festhalten (Beispiel: Riviere Sauvage im Mer de Sable, Frankreich). Die Stationen für den Ein- und Ausstieg der Fährgäste befinden sich meistens auf dem höchsten Punkt der Anlage. Es gibt aber auch Anlagen, bei denen sich die Station auf dem tiefsten Punkt befindet. Dazu zählt zum Beispiel die Bahn Mystery River im Movie Park Germany.
Neben Booten mit einteiligem Kunststoff-Körper wurden von verschiedenen Firmen (z. B. Hafema, Vekoma) auch solche mit mehreren kreisförmig angeordneten flexibel verbundenen Elementen entwickelt.

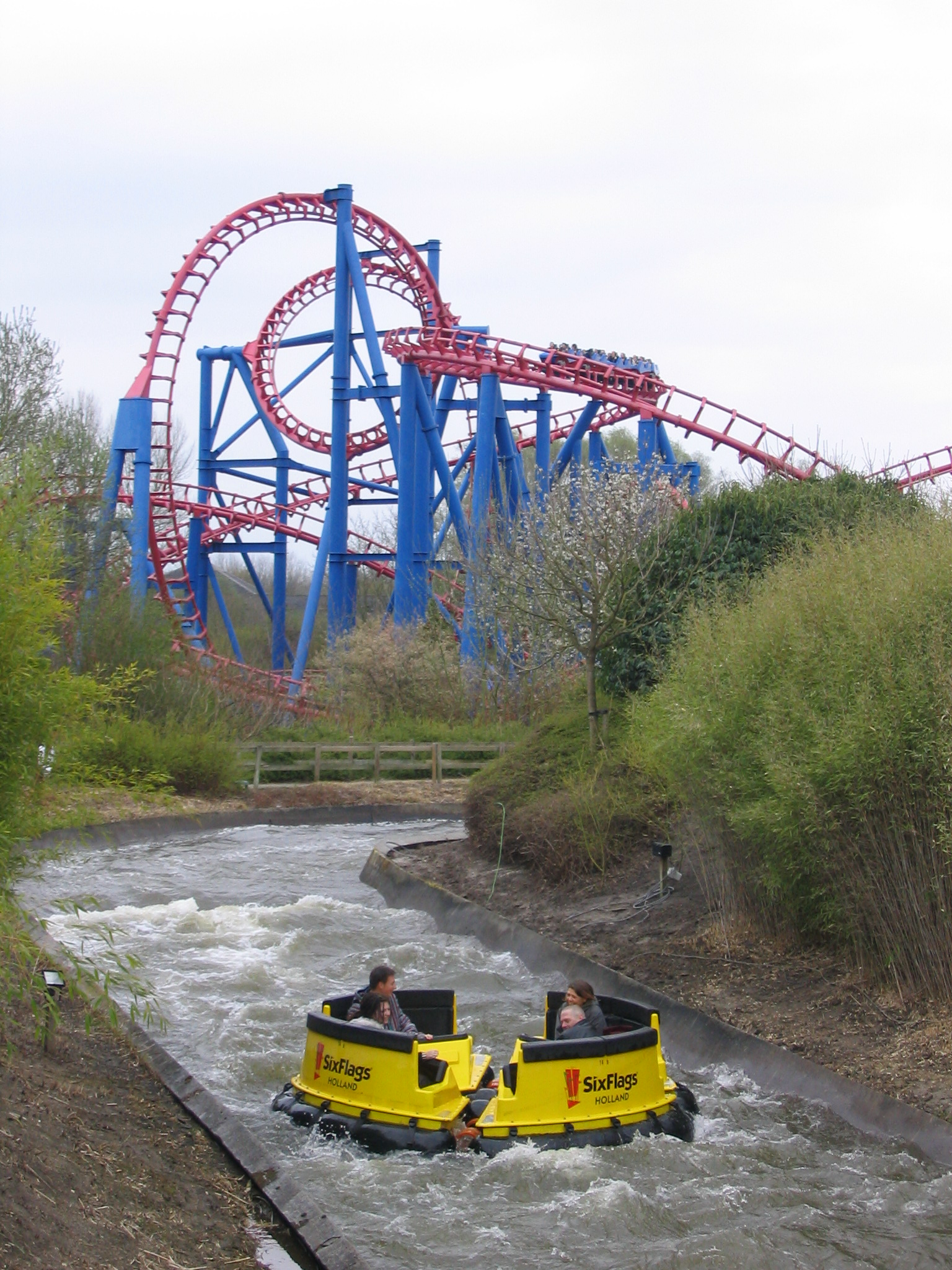
Vierteiliges Boot für 8 Personen bei El Rio Grande in Walibi World, Hersteller: Vekoma
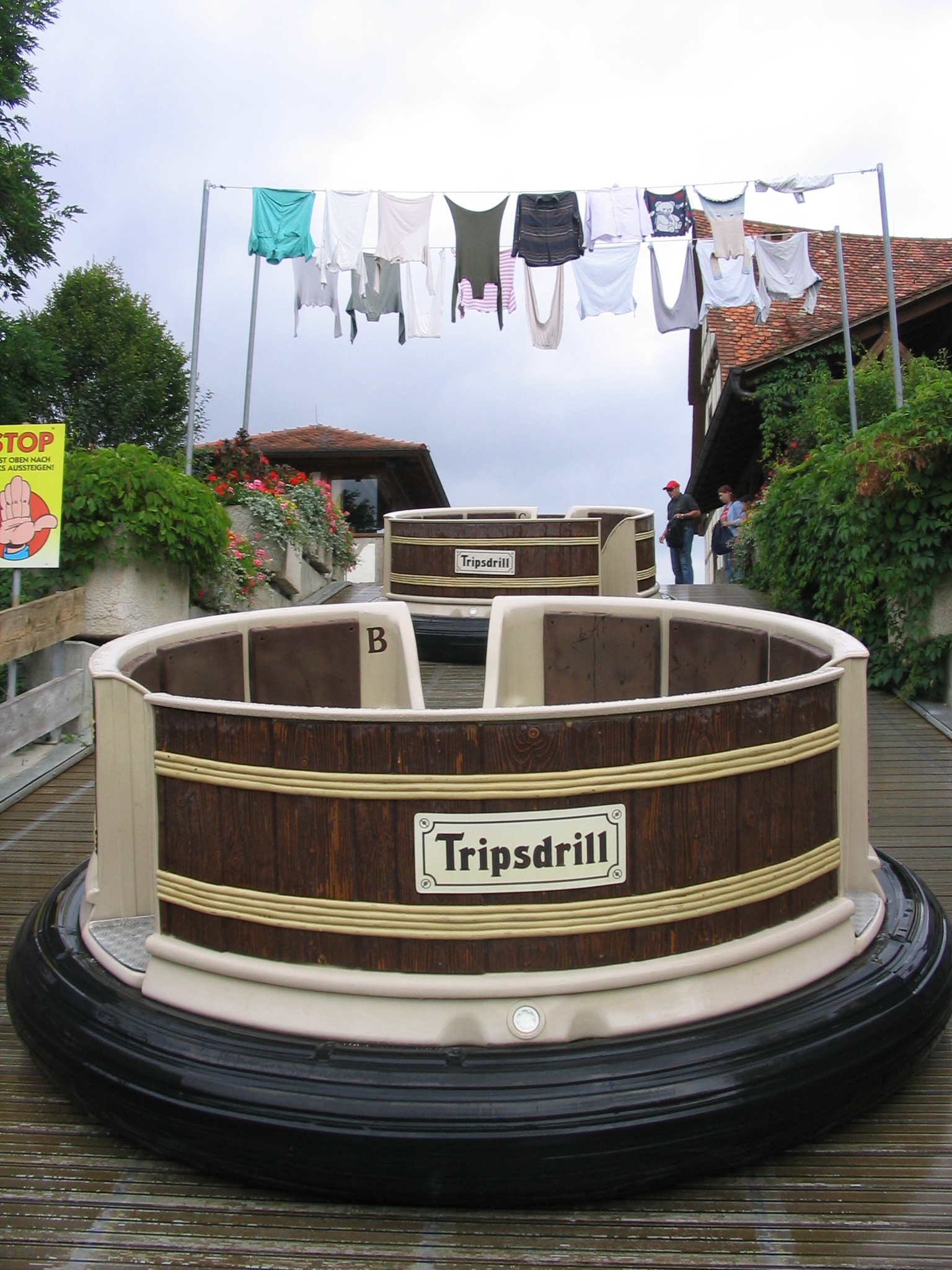
Dreisegment-Boot für 9 Personen auf dem Transportband bei Waschzuber Rafting in Tripsdrill, Hersteller: Hafema
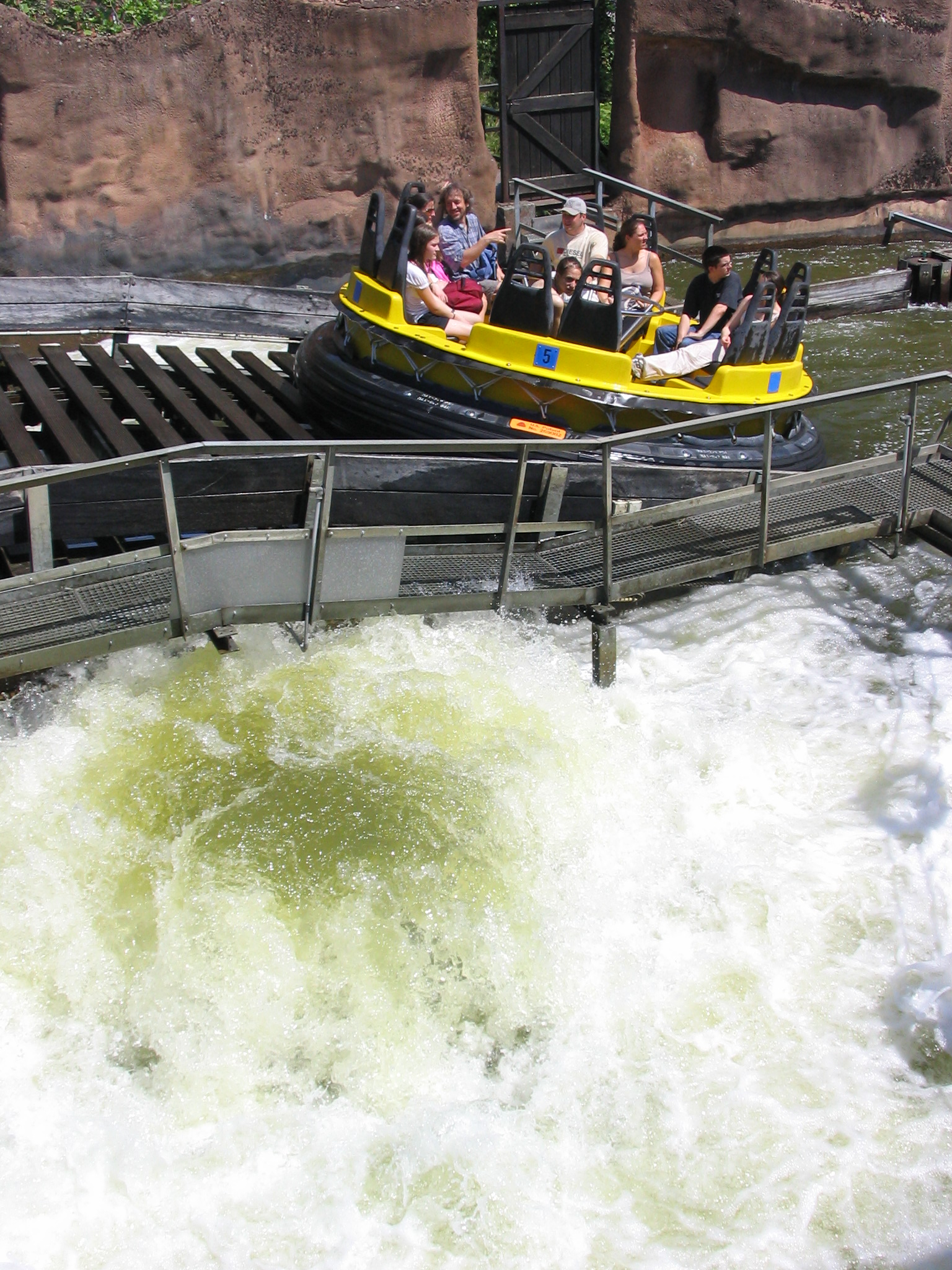
Radja River in Walibi Belgium, 12-Personen-Boot auf dem Transport, Pumpenauslass, Hersteller: Intamin
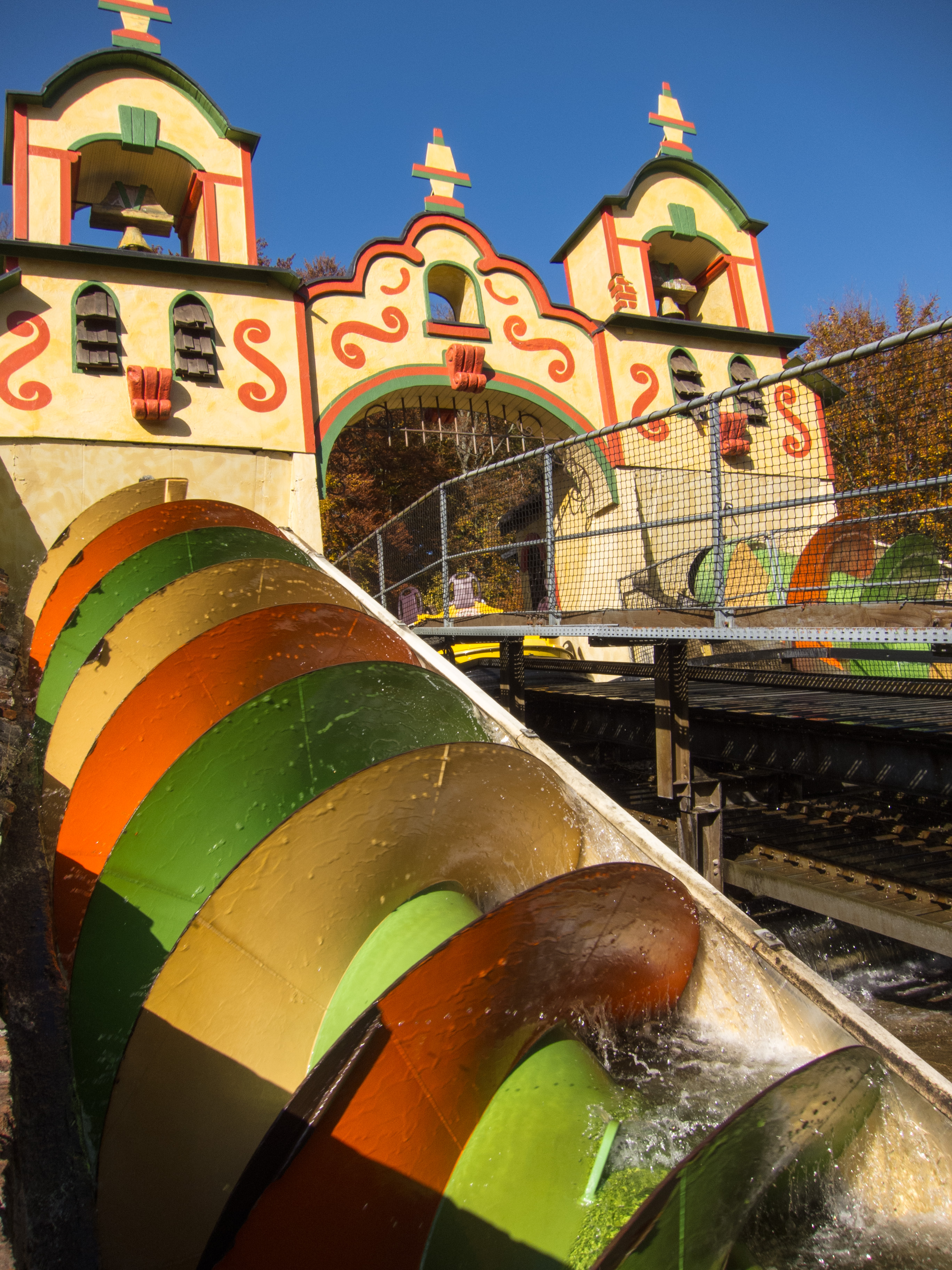
Archimedische Schrauben bei Rio Grande im Fort Fun Abenteuerland
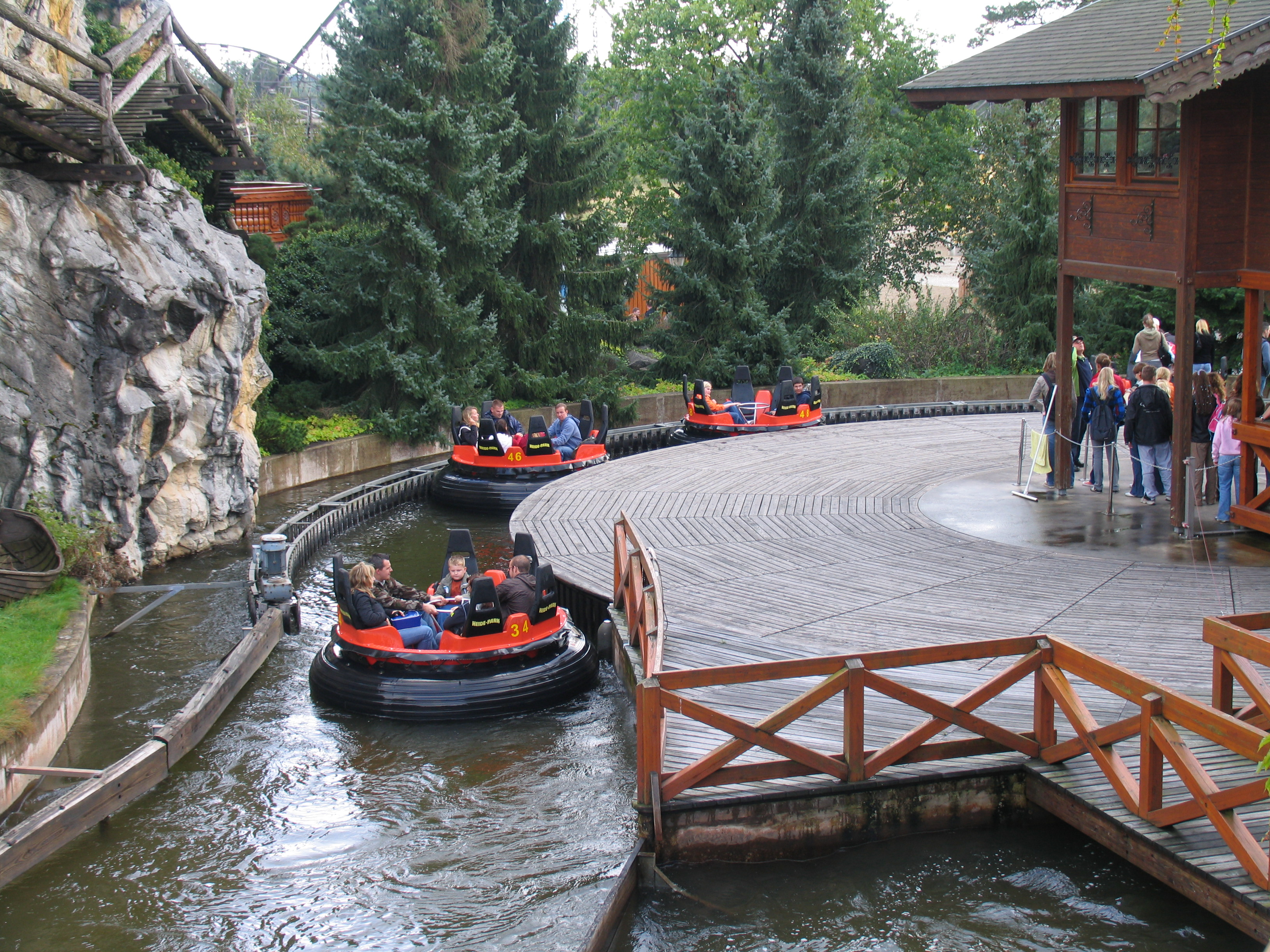
Rundladestation bei Mountain Rafting im Heide-Park

## Ähnliche Fahrgeschäfte

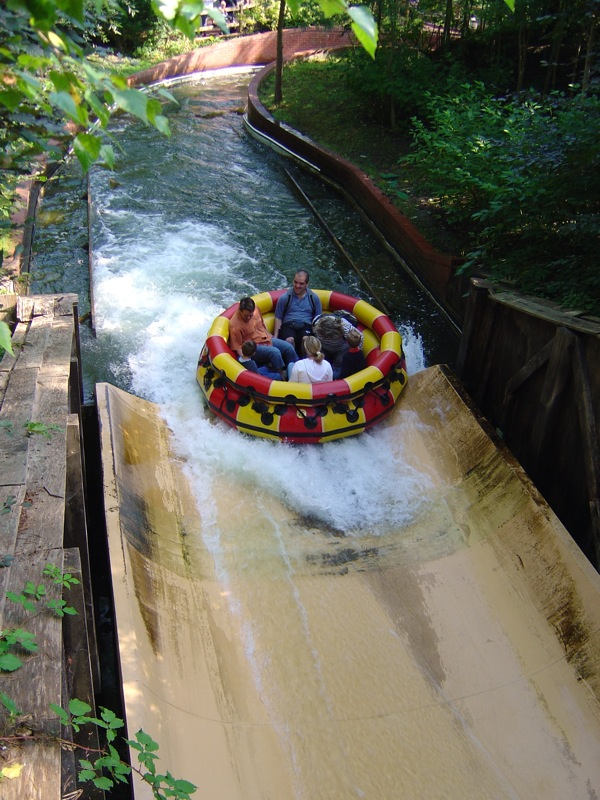
Spinning Rapid Oxygénarium im Parc Astérix

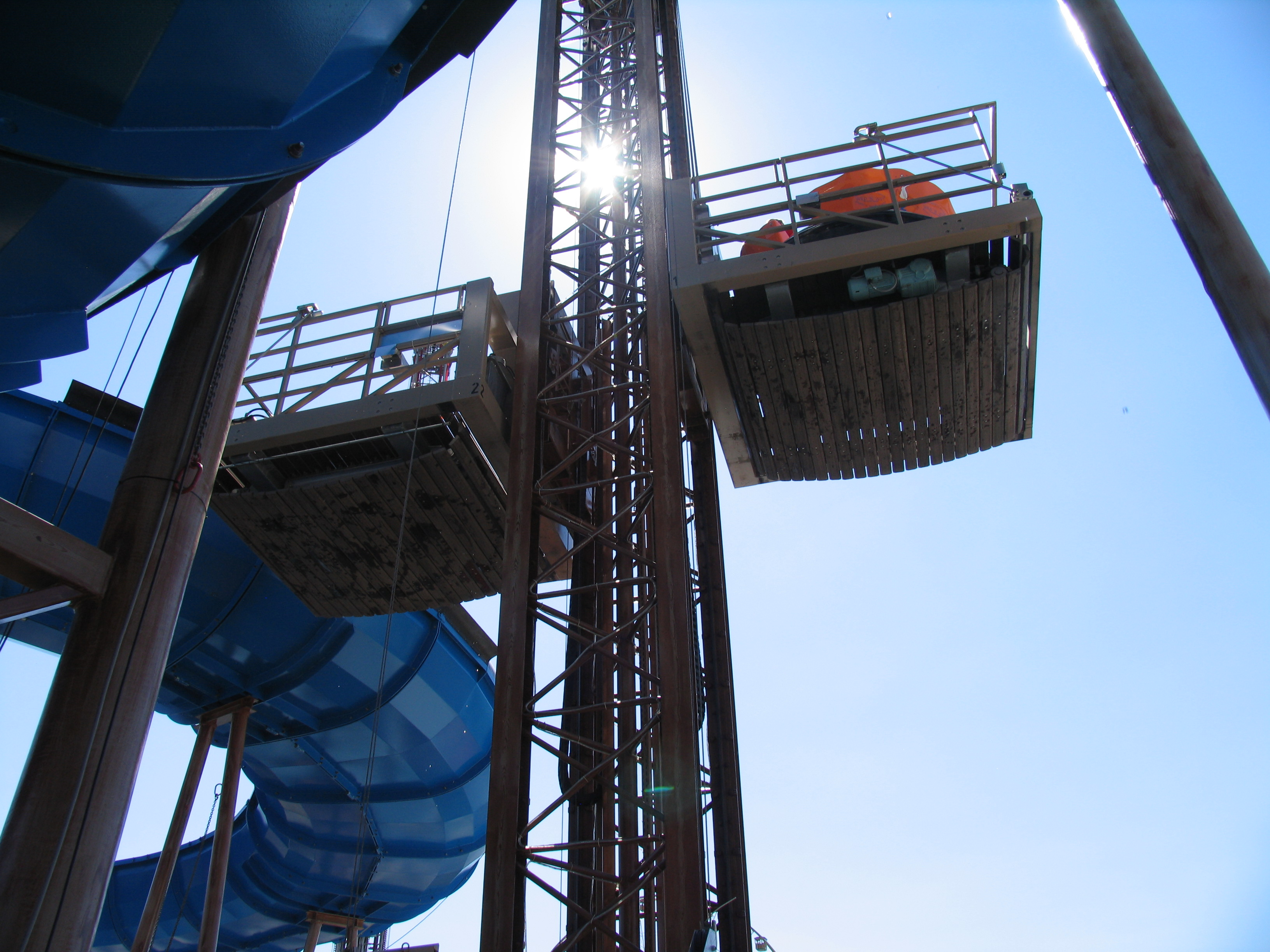
Der Lift der transportablen Spinning Rapid Anlage Wild'n'Wet

Sehr ähnlich sind die sogenannten Spinning Rapids Rides (dt. Drehende-Stromschnellen-Fahrten), bei denen eine Fahrwanne hoch aufgeständert ist. Die strömende Wassermenge ist hier deutlich geringer, so dass die Boote die meiste Zeit nicht schwimmen, sondern auf einem Wasserfilm rutschen. Die Fahrrinnen haben viele Kurven, wodurch es zu starken Drehungen der Fahrzeuge kommt. Auch bei diesen Fahrgeschäften kommen Rundboote zum Einsatz,
häufig reine Schlauchboote ohne einen verstärkenden Kunststoffkörper. (Beispiel: Störtebekers Kaperfahrt im Hansa-Park)
Seit 2004 sind auch transportable Versionen auf Kirmesplätzen in Europa anzutreffen. In Deutschland reiste zum Beispiel von 2005 bis 2010 Wild'n'Wet von Schausteller Daniel Löwenthal. Die Anlage besitzt einen innovativen Vertikalaufzug, seit 2011 steht sie im Allgäu Skyline Park.

## Hersteller
Rapid River Rides:
- ABC Engineering
- Bear Rides
- Hafema
- Hopkins Rides
- Intamin
- Interlink
- L&T Systems
- SBF Visa Group
- Soquet
- Vekoma

Spinning Rapids Rides:
- ABC Engineering
- Cedeal Rides
- Fabbri Group
- Reverchon
- SBF Visa Group
- Soquet
- Van Egdom
- WhiteWater West
- Zamperla Rides

## Auslieferungen (Auswahl)
| Name                                   | Park                            | Hersteller      | Land                   |
| -------------------------------------- | ------------------------------- | --------------- | ---------------------- |
| ACME Factory                           | Parque Warner Madrid            | Intamin         | Spanien                |
| Alpin-Rafting                          | Ravensburger Spieleland         | Intamin         | Deutschland            |
| Atlantis                               | Energylandia                    | SBF Visa Group  | Polen                  |
| Beaver-Rafting                         | BonBon-Land                     | Intamin         | Dänemark               |
| Bengal Rapid River                     | Bellewaerde Park                | Vekoma          | Belgien                |
| Canyon Raft Ride                       | Jin Jiang Action Park           | Bear Rides AG   | China                  |
| Cilgin Nehir                           | Vialand                         | Intamin         | Türkei                 |
| Colorad'Eau                            | Parc du Bocasse                 | Reverchon       | Frankreich             |
| Congo River Rapids                     | Alton Towers                    | Intamin         | Vereinigtes Königreich |
| Crazy River                            | Dennlys Parc                    | Soquet          | Frankreich             |
| Drakkar                                | Rainbow Magicland               | Intamin         | Italien                |
| DinoSplash (bis 2019 Donnerfluss)      | Plopsaland Deutschland          | Intamin         | Deutschland            |
| Down the Colorado River                | Le PAL                          | Soquet          | Frankreich             |
| El Rio Grande                          | Walibi Holland                  | Vekoma          | Niederlande            |
| Excalibur - Secrets of the Dark Forest | Movie Park Germany              | Intamin         | Deutschland            |
| Fjord-Rafting                          | Europa-Park                     | Intamin         | Deutschland            |
| Hunderfossen Rafting                   | Hunderfossen Familienpark       | Bear Rides AG   | Norwegen               |
| Jungle Rapids                          | Gardaland                       | Intamin         | Italien                |
| Kaskade                                | Festyland                       | Zamperla Rides  | Frankreich             |
| L'Oxygenarium                          | Parc Asterix                    | WhiteWater West | Frankreich             |
| Los Rapidos de Europa                  | Parque de Atracciones de Madrid | Hopkins Rides   | Spanien                |
| Lost World                             | Erse-Park                       | ABC Engineering | Deutschland            |
| Mangiabiglie                           | Miragica                        | Zamperla Rides  | Italien                |
| Mountain-Rafting                       | Heide Park                      | Intamin         | Deutschland            |
| Niagara                                | La Récré des 3 Curés            | Van Egdom       | Frankreich             |
| Rafting                                | Rasti-Land                      | Hafema          | Deutschland            |
| Rapid River                            | Zoosafari Fasanolandia          | Fabbri Group    | Italien                |
| Rapid River                            | Zoomarine                       | L&T Systems     | Portugal               |
| Renegade Rapids                        | Six Flags America               | Hopkins Rides   | Vereinigte Staaten     |
| Rio Bravo                              | Europark                        | Interlink       | Frankreich             |
| Rio Bravo                              | Mirabilandia                    | Intamin         | Italien                |
| River Quest                            | Phantasialand                   | Hafema          | Deutschland            |
| Störtebekers Kaperfahrt                | Hansa-Park                      | WhiteWater West | Deutschland            |
| Rio Grande Rafting                     | Djurs Sommerland                | Interlink       | Dänemark               |
| Sky Rafting                            | Skyline Park                    | ABC Engineering | Deutschland            |
| Sungai Kalimantan                      | Avonturenpark Hellendoorn       | Bear Rides AG   | Niederlande            |
| Vikings’ River Splash                  | Legoland Windsor                | ABC Engineering | Vereinigtes Königreich |
| Waschzuber-Rafting                     | Erlebnispark Tripsdrill         | Hafema          | Deutschland            |
| Wild Raft                              | Familienland Pillersee          | Reverchon       | Österreich             |
| Wild River Rafting                     | West Midland Safari Park        | Fabbri Group    | Vereinigtes Königreich |